# Blainville-Crevon
Blainville-Crevon är en kommun i departementet Seine-Maritime i regionen Normandie i norra Frankrike. Kommunen ligger i kantonen Buchy som tillhör arrondissementet Rouen. År 2022 hade Blainville-Crevon 1 227 invånare.

## Befolkningsutveckling
Antalet invånare i kommunen Blainville-Crevon
| Referens: INSEE |